# Като Коми (дем Кожани)
Вижте пояснителната страница за други значения на Като Коми.
Като Коми или Като Ваница, известно и с турската форма на името Ванча (на гръцки: Κάτω Κώμη, до 1927 година Κάτω Βάνιτσα, Като Ваница), е село в Гърция, в дем Кожани, област Западна Македония.

## География
Селото е разположено на 400 m надморска височина, южно от Кожани и близо до десния бряг на Бистрица (Алиакмонас).

## История

### Етимология
Името на селото Ваница не е производно на тестеното изделие баница, а на баня.

### В Османската империя
В 1528 година Като Ваница има 29 домакинства със 131 жители.
В края на ХІХ век Като Ваница е гръцко християнско село в югозападната част на Кожанската каза на Османската империя.
Александър Синве ("Les Grecs de l’Empire Ottoman. Etude Statistique et Ethnographique"), който се основава на гръцки данни, в 1878 година пише, че в Като Ваниста (Kato-Vanista) живеят 180 гърци.
Според статистиката на Васил Кънчов („Македония. Етнография и статистика“) през 1900 година в Ванча (Ваница) Мало има 109 гърци.
Според статистика на Серфидженския санджак на гръцкото консулство в Еласона от 1904 година в Като Ваница (Κάτω Βάνιτσα), Кожанска каза, живеят 180 гърци елинофони християни.
По данни на секретаря на Българската екзархия Димитър Мишев („La Macédoine et sa Population Chrétienne“) в 1905 година във Ванча Мало (Vancha Malo) има 140 гърци.

### В Гърция
През Балканската война в 1912 година в селото влизат гръцки части и след Междусъюзническата в 1913 година Като Ваница остава в Гърция. През 1927 година името на селото е сменено на Като Коми, в превод Долно село.
Населението традиционно произвежда жито, картофи и други земеделски продукти.
| Име   | Име     | Ново име   | Ново име   | Описание                    |
| ----- | ------- | ---------- | ---------- | --------------------------- |
| Кюнги | Κιούγκι | Палиамбела | Παληάμπελα | местност на СИ от Като Коми |

| Година    | 1913 | 1920 | 1928 | 1940 | 1951 | 1961 | 1971 | 1981 | 1991 | 2001 | 2011 | 2021 |
| --------- | ---- | ---- | ---- | ---- | ---- | ---- | ---- | ---- | ---- | ---- | ---- | ---- |
| Население | 231  | 234  | 285  | 369  | 438  | 505  | 390  | 355  | 389  | 348  | 288  | 224  |